# San Simón (Pampanga)
San Simón es un municipio filipino de primera clase, perteneciente a la provincia de la Pampanga, en la isla de Luzón.

## Historia
Hacia mediados del siglo XIX, el lugar tenía contabilizada una población de 5532 habitantes, repartidos en 922 casas. Aparece descrito en el segundo volumen del Diccionario geográfico, estadístico, histórico de las Islas Filipinas (1851) de Manuel Buzeta Núñez y Felipe Bravo con las siguientes palabras:

SIMON (San): pueblo con cura y gobernadorcillo, en la isla de Luzon, prov. de la Pampanga, arz. de Manila, sit. en los 124° 29' 30" long. 14° 57' 20" lat., á la orilla del rio Grande de la Pampanga, en terr. llano y clima templado. Tiene unas 922 casas, la parroquial y la de comunidad donde está la cárcel. Hay una escuela de primeras letras, con una asignacion pagada de los fondos de comunidad. La iglesia es de mediana fábrica y se halla servida por un cura secular. Comunícase este pueblo con el de San Luis y Apelit, por medio de caminos regulares, y recibe el correo semanal establecido en la isla. Confina el térm. por N. con el de S. Luis, cuyo pueblo dista ¾ leg.; por S. con el de Apalit, á 1 leg.; por O. con el de Minalin, á 3 leg.; y por E. con el de S. Rafael, á 3 leg. al E. S. E. El terr. es llano, riégalo el referido rio Grande la Pampanga, y sus prod. son arroz, maiz, caña dulce, pimienta, ajonjolí, varias legumbres y frutas. Ind. la agricultura, el beneficio de la caña dulce y la fabricacion de algunas telas, cuya ocupacion es especial en las mugeres. El com. consiste en la venta del azúcar y sobrante de algunos otros de sus productos. Pobl. 5,532 almas, y en 1845 pagaba 1,024 trib., que hacen 10,240 rs. de plata.
(Buzeta y Bravo, 1851, p. 430)

En 2020, tenía censados 59 182 habitantes.